# Rhadinopsylla biconcava
Rhadinopsylla biconcava är en loppart som beskrevs av Chen Jiaxian, Ji Shuli et Wu Houyoung 1984. Rhadinopsylla biconcava ingår i släktet Rhadinopsylla och familjen mullvadsloppor. Inga underarter finns listade i Catalogue of Life.